# Moneda de tres peniques de Irlanda
La moneda de tres peniques (en irlandés: leath reul  [ˌl̠ʲah ˈɾˠeːlˠ] ) o moneda 3d era una subdivisión de la libra irlandesa predecimal, con un valor de 1⁄80 de libra o 1⁄4 de chelín. Leath reul literalmente significa «medio reul», el reul siendo una moneda de seis peniques que vale aproximadamente lo mismo que el real español (un cuarto de peseta). Al igual que con todas las demás monedas irlandesas, se parecía a su contraparte británica, ya que la libra irlandesa estuvo vinculada a la libra esterlina hasta 1979.
Originalmente, fue acuñado en níquel y era muy resistente. En 1942, cuando el níquel se volvió más costoso, el metal se cambió a cuproníquel con un 75 % de cobre y un 25 % de níquel. La moneda medía 17,6 milímetros (0,7 plg) de diámetro y pesaba 3,24 gramos (0,1 oz); esto no cambió con la moneda de cuproníquel. La moneda se acuñó en la Royal Mint a partir de 1928 y dejó de ser de curso legal después de la decimalización el 31 de diciembre de 1971. Irlanda no adoptó la moneda de tres peniques dodecagonal de latón que el Reino Unido utilizó entre 1937 y 1971.
El diseño del reverso con una liebre irlandesa fue del artista inglés Percy Metcalfe. El anverso presentaba el arpa irlandesa. De 1928 a 1937, la fecha se dividió a ambos lados del arpa con el nombre Saorstát Éireann dando vueltas. De 1938 a 1969 la inscripción cambió a Éire a la izquierda del arpa y la fecha a la derecha. En 1990 se anunció que se rediseñaría la moneda decimal de dos peniques para incorporar la liebre de la de tres peniques, pero este plan fue abandonado ante la inminente adopción del euro.